# Kovčeg Saveza
Kovčeg Saveza (hebr.: אָרוֹן הָבְרִית‎ ārōn hāb’rīt) opisan je u Bibliji kao sveti kovčeg, u kojem su se nalazile kamene ploče koje su sadržavale Deset zapovijedi, Aronov štap i zdjelu mane. Prema biblijskom izvještaju, Kovčeg je načinjen na Božju zapovijed, u suglasju s Mojsijevim proročkim viđenjem na brdu Sinaju (Izl 25,9-10). Bog je razgovarao s Mojsijem „između dva kerubina“ koji su bili na pokrovu ili Pomirilištu Kovčega (Izl 25,22). Kovčeg i njegovo Svetište bili su “ljepota Izraela” (Tuž 2,1). Neki Midraši govore da su bila dva kovčega – privremeni koji je načinio Mojsije, i kasniji koji je načinio Besalel.
Biblijsko izvješće pripovijeda da su tijekom putovanja Izraelaca, Kovčeg nosili svećenici 2.000 lakata (Br 35,5; i Jš 4,5) ispred mnoštva naroda i njegove vojske (Br 4,5-6; 10,33-36; Ps 68,1; 132,8). Kad su Kovčeg donijeli svećenici u korito Jordana, rijeka se razdvojila, otvarajući prijelaz cijelom narodu (Jš. 3:15-16; 4:7-18). Kovčeg je nošen u sedmodnevnoj procesiji oko zidina Jerihona, sedam svećenika su trubili u ovnove rogove. Grad je zauzet na zvuk trube (Jš 6:4-20). Dok je bio nošen, Kovčeg je uvijek bio umotan u veo od kože, i pokriven plavim prekrivačem. Bio je pažljivo sakriven čak i od pogleda levita koji su ga nosili.

## Terminologija
Hebrejska riječ aron se koristi u Bibliji za označavanje bilo koje vrste kovčega, za svaku namjenu (Post 50:26; 2 Kr 12:9, 10).
Kovčeg Saveza se razlikuje od svih drugih kovčega sljedećim nazivima:
- Sveti Kovčeg
- Kovčeg Božji, (1 Sam 3:3)
- Kovčeg snage tvoga Boga
- Kovčeg Saveza, (Jš 3:6; Hebr 9:4)
- Kovčeg Saveza Gospodara cijele Zemlje
- Kovčeg Svjedočanstva, (Izl 25:22)

## Opis
Biblija opisuje Kovčeg načinjen od drveta bagrema poznatog Egipćanima kao drvo života u tradicionalnoj medicini radi sadržaja psihoaktivnih alkaloida. Kovčeg je bio lakat i pol širok, jednako visok i dva i pol lakta dugačak (oko 130 cm x 78 cm x 78 cm =0.79 m3, egipatski kraljevski lakat je korišten kao mjera). Kovčeg je potpuno bio okovan najčistijim zlatom. Njegov pokrov, prijestolje milosti ili Pomirilište (hebr., Kaporet), bio je obrubljen zlatom.
Na svakoj strani Kovčega bila su dva zlatna koluta kroz koje su se provlačile drvene motke za nošenje (Br 7:9; 10:21; 4:5,19, 20; i 1 Kr 8:3, 6). Na Pomirilištu Kovčega na suprotnim krajevima bila su dva kerubina okrenuta licem jedan prema drugom (Lev 16:2; Br 7:89). Njihova raširena krila preko Kovčega tvorila su prijestolje Božje, dok je sam Kovčeg bio podnožje (Izl 25:10-22; 37:1-9). Kovčeg je stajao u Svetinji nad Svetinjama, tako da su krajevi motki za nošenje doticali zavjesu koja je razdvajala dva odjeljka svetišta (1 Kr 8:8). Knjiga Ponovljenog Zakona opisuje Kovčeg kao jednostavnu drvenu škrinju bez spomena ukrasa ili zlata. Slično, Kuran spominje Kovčeg kao drvenu škrinju sa svetim relikvijama.

## Sadržaj Kovčega
Prema Bibliji Kovčeg Saveza je sadržavao dvije kamene ploče kao dokaz saveza Boga s izabranim narodom (Deset zapovijedi), zlatnu posudu s manom iz vremena boravka Izraelaca u pustinji i Aronov štap (Izl 16:32-34; Heb 9:4). Ovi predmeti su kasnije uklonjeni prije gradnje Salomonovog hrama kako govori hebrejska Biblija (Tanakh). Po 1 Kr 8:9, u Kovčegu nije bilo ništa osim dvije kamene ploče dok poslanica Heb 9:4 tvrdi da su ovi predmeti bili stavljeni u Kovčeg, Izl 16:33-34 i Br 17:10 koriste izraz ispred Kovčega. Rabinska predaja tvrdi da je Mojsije stavio u Kovčeg razbijene komade prvih kamenih ploča Zakona. 

## Svetost i posvećivanje
Čak je Aronu, Mojsijevu bratu i Velikom Svećeniku bio zabranjen pristup u mjesto gdje je bio Kovčeg Saveza, izuzev jedanput na godinu određenog dana, nazvanog Dan Pomirenja, kad je mogao obaviti određeni obred (Lev 16). Mojsije je primio upute kako da posveti Kovčeg, i da ga pomaže uljem pomazanja (Izl 30:23-26); on je također primio upute za majstora Besalela sina Urijeva iz plemena Judina i za Aholiaba sina Ahisamakova iz plemena Danova kako da ga načine (Izl 31:2-7). Ove upute je Mojsije izvršio pozivajući sve vješte ljude u narodu da mu u tome pomognu (Izl 35:10-12). Besalel umjetnik je napravio Kovčeg (Izl 37:1); Mojsije je odobrio djelo, stavio svjedočanstvo u Kovčeg i posvetio ga.
U Pnz 10:1-5, donesen je različit izvještaj o gradnji Kovčega. Mojsiju se pripisuje da je on načinio Kovčeg prije uspona na brdo Horeb kako bi primio druge ploče Saveza. Zadaću nošenja Kovčega i ostalog svetog posuđa dobila je Kehatova obitelj iz plemena Levijeva. (Br 4:2-15).

## Ostala spominjanja Kovčega u Svetim Knjigama
Kovčeg je spomenut u knjigama Jošue, Izlaska, Ponovljenog zakona, 2 Samuelovoj, Poslanici Hebrejima i Jeremijinoj knjizi. Prorok Jeremija govori da je u vrijeme kralja Jošije (Jer. 3:16), prorokovano kako Kovčeg u budućnosti neće biti u uporabi. U Psalmima Kovčeg se dvaput spominje i to. u Ps. 78:61, Kovčeg je nazvan “snaga i slava Božja”. U Ps. 132:8, nazvan je “Ti i Kovčeg snage tvoje.” Kovčeg je također spomenut na nekoliko mjesta u knjizi Izlaska 25:10-22, u 1 Samuelovoj 4:3-22 i 5:7-8. Kovčeg se spominje u deuterokanonskoj drugoj knjizi Makabejaca 2:4-10, koja upućuje na Jeremiju. On govori kako je Jeremija bio upozoren od Gospodina, uzeo Kovčeg, tabernakul, oltar paljenica i zakopao ih u špilju na brdu Nebo (Pnz. 34:1), priopćujući svojim sljedbenicima koji su htjeli pronaći mjesto, da će ga Bog otkriti kad ponovno okupi svoj narod i iskaže mu svoju milost. U poslanici Hebrejima 9:4 tvrdi se da je Kovčeg sadržavao zlatnu posudu s manom i Aronov štap koji je propupao, kao i kamene ploče Saveza. Konačno u Otkrivenju Kovčeg je opisan kako se nalazi u Božjem hramu na nebu (Otk 11:19), viđen zadnji put prije nego što je žena rodila dječaka (Otk 12:1-2).

## Biblijsko izvješće

### Pokretna prethodnica
U hodu od Sinaja k prijelazu preko Jordana, Kovčeg je išao pred narodom i bio je znakonoša njihovog napredovanja (Br 10:33; Jš 3:3, 6). Kovčeg saveza krčio je put narodu na njegovom hodu kroz pustinju. Prema predaji iskre između dva kerubina ubijale su zmije i škorpione. Za vrijeme prijelaza preko Jordana vode rijeke su presušile čim su stopala svećenika koji su nosili Kovčeg stupila u rijeku i ostale su tako sve dok su svećenici stajali s Kovčegom u riječnom koritu, dok narod nije prešao preko rijeke (Jš 3:15-17; 4:10, 11, 18). U spomen su Izraelci uzeli dvanaest kamenova iz Jordana s mjesta gdje su svećenici stajali s Kovčegom (Jš 4:1-9).
Kovčeg je nošen u rat s Midjancima (Br 31). U zauzimanju Jerihona Kovčeg je nošen oko gradskih zidina jedanput na dan, šest dana uzastopce. Naoružani ratnici i sedam svećenika koji su trubili u ovnove rogove išli su ispred njega (Jš 6:4-15). Sedmog dana, sedam svećenika trubeći u ovnove rogove obišli su grad ispred Kovčega saveza sedam puta, uz veliku viku padoše zidine Jerihona i narod zauze grad (Jš 6:16-20). Poslije poraza kod Aja Jošua je žalovao pred Kovčegom (Jš 7:6-9). Kad je Jošua pročitao narodu Zakon između brda Ebala i Gerizima, narod je stajao s obje strane Kovčega. Jošua je Kovčeg postavio u Šilo, ali su ga Izraelci nosili sa sobom kad su ratovali protiv Benjamina kod Gibee.

## Zarobljavanje od Filistejaca
Kovčeg se nalazio u svetištu u Šilu za vrijeme Samuelove sudačke vlasti (1 Sam. 3:3). Poslije naseljavanja Izraelaca u Kanaan, Kovčeg je ostao u svetištu u Gilgalu za godinu dana, tada je prenesen u Šilo sve do vremena svećenika Elija, (Jer 7:12). Nošen je na bojno polje kako bi Izraelcima osigurao pobjedu, tako je zarobljen od Filistejaca (1 Sam. 4:3-11). Oni su ga vratili pošto je bio kod njih sedam mjeseci (1 Sam. 5:7, 8). U drugoj bitci, Izraelci su ponovno poraženi i Filistejci su zarobili Kovčeg (1 Sam. 4:3-5, 10, 11). Vijest o njegovom zarobljavanju stigla je u Šilo po glasonoši koji je razderao haljine i posuo glavu prašinom. Stari svećenik Eli pao je mrtav kad je čuo tu vijest, a njegova snaha koja je bila trudna u to vrijeme, rodila je sina kome je dala ime Ikabod, što znači: ”gdje je Slava Izraelova,” misleći na gubitak Kovčega (1 Sam. 4:12-22). Filistejci su premještali Kovčeg u nekoliko gradova u svojoj zemlji i na svakom mjestu su im se događale nesreće (1 Sam. 5:1-6). U Ašdodu Kovčeg je bio postavljen u Dagonov hram. Sljedeće jutro Dagon je pronađen pred Kovčegom, naklonjen. Kad bi ga vratili na svoje mjesto ujutro bi ga ponovno pronašli razbijenog na tlu. Stanovnici Ašdoda su bili uznemireni i prestrašeni, pogodila ih je pošast miševa (1 Sam. 6:5). Stanovnike Gata i Ekrona napala je bolest čireva (1 Sam. 5:8-12).
Poslije sedam mjeseci boravka među njima, Filistejci su Kovčeg vratili Izraelcima na savjet svojih svećenika uz darove od pozlate pošasti koje su ih pogodile. Kovčeg je ostavljen u polju Jošue iz roda Bet-Šemešova (1 Sam 6:1-15). Iz znatiželje ljudi roda Bet-Šemešova gledali su u Kovčeg i za kaznu sedamdeset ih je poginulo od Gospodina (1 Sam 6:19). Bet-Šemešovci su Kovčeg poslali u Kirjat-Jearim, (1 Sam 6:21). On je ostao u kući Abinadaba čiji je sin Eleazar posvećen da ga čuva. Kirjat-Jearim je bio boravište Kovčega dvadeset godina. 

### U vrijeme kralja Davida
U početku svoje vladavine, David je odlučio donijeti Kovčeg iz Kirjat-Jearima s velikim slavljem. Na putu k Sionu, Uza jedan od dvojice koji su vodili zapregu stavio je ruku na Kovčeg i bio pogubljen od Gospodina. David, u strahu, odnese Kovčeg u kuću Obed-Edoma umjesto na Sion, i tu Kovčeg ostade tri mjeseca (2 Sam 6:1-11; 1 Ljet 13:1-13).
Kad je čuo kako je Gospodin blagoslovio Obed-Edoma radi prisutnosti Kovčega Saveza u njegovu domu, David prenese Kovčeg na Sion, “ogrnut lanenim efodom,” plesao je pred Gospodinom svom svojom snagom, radi čega ga je prezrela i prekorila njegova žena Mikala,  Šaulova kćer (2 Sam 6:12-16, 20-22; 1 Ljet 15). Radi ovoga prijekora joj je Gospodin oduzeo plodnost. Na Sionu David je smjestio Kovčeg u svetište koje je pripravio, prinoseći žrtve, dijeleći hranu, blagoslivljajući narod i sve svoje ukućane (2 Sam 6:17-20; 1 Ljet 16:1-3; 2 Ljet 1:4).
Leviti su postavljeni za službu pred Kovčegom (1 Ljet 16:4). Gospodin je zaustavio Davidov plan gradnje hrama za Kovčeg saveza (2 Sam 7:1-17; 1 Ljet 17:1-15; 28:2, 3). Kovčeg je bio s vojskom u vrijeme opsade Rabat Amona (2 Sam. 11:11). Kad je David bježao iz Jeruzalema od Abšaloma, Kovčeg je uzeo sa sobom dok se nije predomislio i zapovjedio svećeniku Sadok u da ga vrati u Jeruzalem (2 Sam 15:24-29).

### U Salomonovu hramu
Kad je Ebijatar otpušten od Salomona kao veliki svećenik radi sudjelovanja u Adonijinoj zavjeri protiv Davida, život mu je pošteđen jer je prije nosio Kovčeg (1 Kr 2:26). Salomon je smjestio Kovčeg u hram (1 Kr 8:6-9). Salomon je hodočastio u hram ka Kovčegu kad mu je Bog u snu obećao dar mudrosti (1 Kr 3:15). U Salomonovu hramu Svetinja nad Svetinjama bila je uređena kao mjesto za Kovčeg Saveza (1 Kr 6:19). Kad je hram bio posvećen, Kovčeg koji je u sebi imao samo dvije kamene ploče Saveza bio je postavljen u njega. Kad su svećenici izašli iz svetišta pošto su postavili Kovčeg unutra, hram se ispunio oblakom, “jer je slava Gospodnja napunila hram Gospodnji” (1 Kr 8:10-11; 2 Ljet 5:13, 14).
Kad je Salomon oženio faraonovu kćer, dao joj je stanovati u kući izvan Siona, jer je brdo bilo posvećeno prisutnošću Kovčega Saveza (2 Ljet 8:11). Kralj Jošija prenio je Kovčeg u hram (2 Ljet 35:3), iako je bio uklonjen ponovno iz hrama po jednom od njegovih nasljednika.

### Za Babilonaca i u sužanjstvu
Kad su Babilonci razorili Jeruzalem i opljačkali hram Kovčeg saveza je postao legenda. Povjesničari pretpostavljaju da je Kovčeg odnio kralj Nabukodonosor II. i uništio ga. Potvrđeno je odsustvo Kovčega u drugom hramu. Kovčeg je ponovno postavljen u hram u eshatološkom viđenju u Knjizi Otkrivenja (Otkr 11:19).
Sudbina Kovčega
Nagađanja oko sudbine Kovčega:
1. Zarobljen od faraona Šišaka kad je zauzeo Jeruzalem (faraon Šišak I, utemeljitelj 22. dinastije, vladao od 944-924. pr. Kr.);

2. Hotimice je sakriven od svećenika ispod hramskog brda; 

3. Hotimice je uklonjen iz Jeruzalema prije opsade Babilonaca (po ovoj teoriji Kovčeg je završio u Etiopiji);

4. Uklanjanje Kovčega iz Jeruzalemu po etiopskom princu Meneliku I (sin kralja Salomona i kraljice od Sabe?); 

5. Uklonjen je od svećenika za vrijeme kralja Manašea, najvjerojatnije odnešen u židovski hram u Elefantini u Egiptu;
 
6. Čudotvorno uklanjanje Kovčega božanskom intervencijom (2 Ljetopisa);

7. Uništenje originalnog ornata Kovčega u vrijeme reforme kralja Jošije (protiv prikazivanja izrezbarenih likova kerubina) i njegova zamjena jednostavnim drvenim kovčegom, koji je lako nestao kad je hram razoren.

## Moguće lokacije Kovčega danas

### Etiopska Pravoslavna Crkva
Etiopska Pravoslavna Crkva tvrdi da posjeduje Kovčeg Saveza ili tabot u Aksumu. Kovčeg se čuva pod stražom blizu Crkve BDM od Siona, i koristi se povremeno u procesijama. Različite verzije aksumskog tabota čuvaju se u mnogim crkvama diljem Etiopije, svaki posvećen određenom svecu, najčešće BDM, svetom Jurju i Mihaelu.

### Hramsko brdo u Jeruzalemu
Iskapanja u naše doba u blizini hramskog brežuljka otkrila su postojanje tunela, ali iskapanja ispod bivšeg hrama su ograničena. Jedno od najvažnijih islamskih svetišta, džamija Kupola na stijeni leži na mjestu prvog Salomonovog hrama. Godine 586. pr. Kr. kralj Nabukodonosor II. razorio je hram i odnio hramsko blago ali nije našao Kovčeg Saveza, koji je bio sakriven u sistemu tunela ispod hrama po levitskim svećenicima.

### Ostala mjesta na Bliskom Istoku
Neki vjeruju da je Kovčeg sakriven na brdu Nebo. U 2 Mak, 1-8 prorok Jeremija je slijedeći božansko nadahnuće zapovijedio da mu daju Kovčeg Saveza koji je sa sobom uzeo da bi pošao na brdo Nebo gdje je Mojsije imao oproštajni susret s Bogom.

## Vanjske poveznice
- Tragači Biblije – skrivanje kovčega  Arhivirana inačica izvorne stranice od 11. travnja 2008. (Wayback Machine)
- Vendyl Jones i zavjetni kovčeg
- Židovska virtualna knjižnica
- Tajnoviti kovčeg  Arhivirana inačica izvorne stranice od 25. prosinca 2010. (Wayback Machine)
- Biblija - Jošua, 3. glava  Arhivirana inačica izvorne stranice od 7. siječnja 2007. (Wayback Machine)